# Matteo Zennaro
Matteo Zennaro (Venezia, 30 aprile 1976) è un ex schermidore italiano, specializzato nel fioretto.

## Biografia
Atleta per il Centro Sportivo Carabinieri, ha avuto tra i migliori risultati la medaglia di bronzo nel torneo di fioretto a squadre alle Sydney 2000 e quella di vicecampione ai mondiali di Seul 1999.
È stato anche campione del mondo Under 20 (Giovani) e nella categoria Cadetti.
Due gravi infortuni al ginocchio destro nel 2000 e nel 2001 ne hanno compromesso la carriera.

## Palmarès

### Risultati élite
In carriera ha ottenuto i seguenti risultati:
Giochi olimpici
Individuale
A squadre
- Bronzo nel fioretto a Sydney 2000

Mondiali
Individuale
- Argento nel fioretto a Seul 1999

A squadre
Mondiali militari
Individuale
A squadre
- Bronzo nel fioretto a Grosseto 2005

Europei
Individuale
A squadre
- Oro nel fioretto a Mosca 2002
- Bronzo nel fioretto a Funchal 2000
- Bronzo nel fioretto a Copenaghen 2004

Giochi del Mediterraneo
Individuale
- Bronzo nel fioretto ad Almería 2005

A squadre
Campionati italiani
Individuale
- Bronzo nel fioretto a Conegliano Veneto 2002
- Bronzo nel fioretto a Roma 2003

A squadre

### Risultati giovani
Mondiali giovani
Individuale
- Oro nel fioretto a Città del Messico 1994

A squadre
Mondiali cadetti
Individuale
- Oro nel fioretto a Denver 1993

## Riconoscimenti
- 1 marzo 2000 - Encomio Solenne. "Dando prova di eccezionali qualità sportive ed elevato temperamento agonistico, conquistava ai campionati del mondo di scherma la medaglia d’argento individuale nella specialità del fioretto, concorrendo così ad elevare il prestigio dell’Arma dei carabinieri e dell’Esercito." Seul (Corea) 2-8 novembre 1999